# Suspicious Heart
Suspicious Heart è il terzo album  di Van Stephenson pubblicato nel 1986.

## Tracce
1. We're Doing Alright – 3:50
2. (We Should Be) Together Tonight – 3:42
3. Suspicious Heart – 5:06
4. Never Enough Night – 4:46
5. Confidentially Yours – 3:58
6. Desperate Hours – 4:20
7. Dancing With Danger – 3:50
8. Fist Full of Heat – 4:40
9. Make It Glamorous – 3:42
10. No Secrets – 3:42

## Formazione
- Van Stephenson - voce
- Mike Baird - batteria
- Dennis Belfield - basso
- Dann Huff - chitarra
- Alan Pasqua - tastiera